# Xã Floyd, Quận Woodbury, Iowa
Xã Floyd (tiếng Anh: Floyd Township) là một xã thuộc quận Woodbury, tiểu bang Iowa, Hoa Kỳ. Năm 2010, dân số của xã này là 935 người.